# Richard Baier

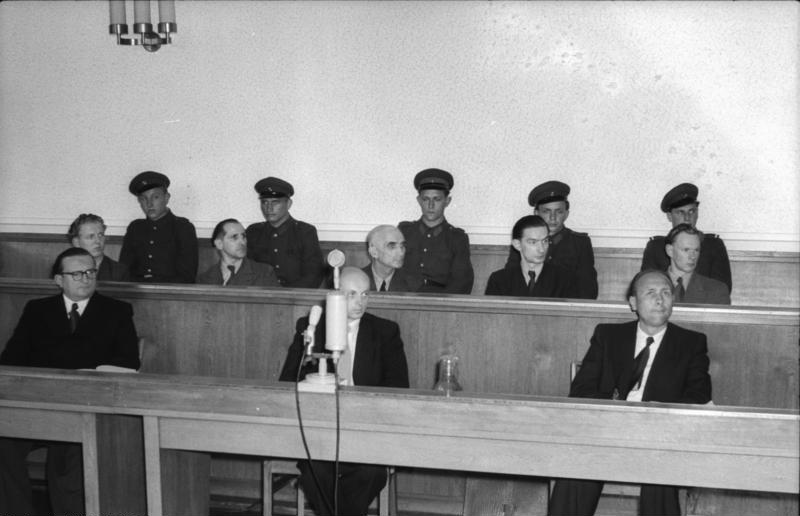
Richard Baier (mittlere Reihe, 2. v. r.) während des RIAS-Prozesses 1955

Richard Baier (* 27. November 1926 in Kassel) ist ein ehemaliger deutscher Journalist und Rundfunksprecher.

## Werdegang
Baiers Vater Ludwig Baier war Kapellmeister am Städtischen Theater in Kassel. Am Staatstheater spielte Richard Baier verschiedene Kinderrollen. Seinen ursprünglichen Wunsch, Arzt zu werden, konnte er wegen des Zweiten Weltkriegs nicht verwirklichen. Er wurde in Hofgeismar zum Sanitäter („Feldscher“) ausgebildet. Die Ausbildung bestand aus vier Tagen theoretischem Unterricht und drei Tagen Dienst in einer Flakstellung.

### Sprecher beim Großdeutschen Rundfunk
Über Beziehungen seines Vaters zum Sendeleiter des Kasseler Rundfunks erfuhr Richard Baier davon, dass der Großdeutsche Rundfunk eine „jugendliche Stimme“ suche. Er wurde im November 1943, wie etwa 20 weitere Kandidaten, zum Vorsprechen nach Berlin eingeladen. Er bestand die vorgegebenen Prüfungen und erhielt ein Volontariat, das er am 23. November in Berlin antrat. Zunächst kam Baier in das Ressort Sport und lernte dort den legendären Rundfunksprecher Rolf Wernicke kennen, der ihn für vier Wochen im Archiv arbeiten ließ, um sich ein Grundwissen über Sport aufzubauen. Baier sprach die Sportnachrichten und ab April 1944 jeden Nachmittag um 15 Uhr den Wehrmachtbericht. Ende April 1944 endete sein Volontariat und Baier bekam einen Arbeitsvertrag in der Reichsansage. Am 1. Juni 1944 sprach der damals 17-Jährige morgens um 7 Uhr erstmals die Nachrichten, die direkt aus dem Propagandaministerium kamen. Am 20. Juli 1944 verbreitete Baier um 18:32 Uhr die erste Nachricht über das Attentat auf Hitler. Aus einem Funkbunker neben dem Berliner Funkhaus sendete Baier in den letzten Tagen des Krieges zusammen mit zwei anderen Sprechern (Siegfried Niemann und Elmer Bantz) die Luftlagemeldungen. Am 30. April 1945, dem Tag von Hitlers Selbstmord, sprach Baier um 18 Uhr den Propagandabericht der Wehrmacht. Der Tod Hitlers, der sich zweieinhalb Stunden zuvor das Leben genommen hatte, wurde erst einen Tag später über den Rundfunk verbreitet. Auf Weisung des damaligen Sendeleiters wurde der Großdeutsche Rundfunk am 2. Mai offiziell durch eine Absage Baiers beendet.
Seine Stimme verkündete den Hörern um 0:50 Uhr:

„Damit beendet der Großdeutsche Rundfunk seine Sendefolgen. Wir grüßen alle Deutschen und gedenken noch einmal des heroischen deutschen Soldatentums, zu Lande, zu Wasser und in der Luft. Der Führer ist tot, es lebe das Reich.“

### Sprecher beim RIAS
In den Wirren des Untergangs des Deutschen Reichs kam Baier von Berlin aus am 3. Juni zu Fuß nach Bad Sooden-Allendorf, wo er seine Mutter und seine Schwester traf. Am 1. Juli wurde er vom amerikanischen Stadtkommandanten als Dolmetscher eingestellt. In dieser Funktion nahm er unter anderem an den Verhandlungen zum Wanfrieder Abkommen teil. Nachdem die US-Streitkräfte aus Bad Sooden abgezogen waren, übersiedelte Baier mit seiner Mutter nach Eschwege. Für die Kasseler Zeitung berichtete er aus der Region Landkreis Eschwege. Baier ging Anfang 1947 nach Marburg und versuchte sich für das Medizinstudium einzuschreiben. Da die Medizinische Fakultät zu dieser Zeit nur Studenten aufnahm, die vor dem Krieg einige Semester abgeschlossen hatten, schlug die Immatrikulation fehl. Baier begann stattdessen ein externes Studium am Institut für Zeitgeschichte, das er im April 1950 mit Diplom abschloss. Während des Studiums arbeitete er für die Hessischen Neuesten Nachrichten. Später wurde er Chefredakteur der im Gesamtdeutschen Sportverlag neu erscheinenden Zeitschrift Der Illustrierte Boxring. Vom 1946 gegründeten RIAS (Rundfunk im amerikanischen Sektor) erhielt er ein Angebot, über die DDR und Berlin zu berichten. Baier, der in Ost-Berlin wohnte, wurde in der Folgezeit einer der bekanntesten Sprecher des Senders. Am 17. Juni 1953 berichtete er über den Volksaufstand in der DDR und geriet so ins Visier der Stasi, denn der RIAS wurde von der SED als Feindsender betrachtet. Im Frühjahr 1955 kam es in der DDR zur Festnahme von 49 RIAS-Mitarbeitern. Vermutlich führte ein von einem Stasi-Spitzel entwendetes Notizbuch mit Namen und Adressen zur Festnahme der ostdeutschen Informanten. Am 13. April 1955 – zwei Tage nach seiner Verlobung – wurde Baier um 7:30 Uhr in der Marienstraße in Ost-Berlin von der Stasi aufgegriffen und in die Untersuchungshaftanstalt Hohenschönhausen verbracht, wo er nach eigenen Angaben verhört und gefoltert wurde. Aus den 49 Verhafteten der von Erich Mielke angeordneten „Aktion Enten“ wurden willkürlich fünf Personen ausgewählt – darunter Richard Baier – und der Spionage angeklagt. Es kam zu einem Schauprozess vor dem Obersten Gericht der DDR, dem sogenannten RIAS-Prozess. Der 29-jährige Richard Baier wurde zu 13 Jahren Zuchthaus verurteilt. Die Strafhöhe wurde auf persönliche Weisung von Walter Ulbricht festgelegt. Nach sechs Jahren und neun Monaten Haft wurde Baier am 21. August 1961 – acht Tage nach dem Bau der Berliner Mauer – aus der Haft nach Potsdam entlassen. Er erhielt Berufsverbot und durfte nicht nach Berlin zurück.

### Leben in der DDR
Baier arbeitete nach seiner Haftstrafe unter anderem im Park von Schloss Sanssouci als „Parkbilderklärer“ und für die Konzert- und Gastspieldirektion. 1968 heiratete er seine Frau Ute, die erst viel später von der Vergangenheit ihres Mannes erfuhr. Am 17. Juni 1982 wurde er von der Stasi wegen „öffentlicher Herabwürdigung der DDR und der befreundeten Sowjetunion“ verhaftet und zu einem Jahr Haft verurteilt, weil er die Sprengung der Potsdamer Garnisonkirche als Kulturverfall kritisiert hatte. Nach zehn Monaten Haft wurde er auf Bewährung entlassen. Nach seiner Entlassung arbeitete Baier als Gastronom im Kulturhaus Marchwitza. 1990 zog er nach Kassel, in dessen Nähe er heute noch wohnt.
Baier wirkte an der Dokumentation Die letzte Schlacht mit. Im Film wird seine Rolle von Marek Harloff gespielt.